# Giuseppe Olivi (1769-1795)
Pour les articles homonymes, voir Giuseppe Olivi.
Giuseppe Olivi (né le 18 mars 1769 à Chioggia, dans la province de Venise, en Vénétie – mort le 24 août 1795 à Padoue) était un naturaliste italien issu de la famille Olivi di Briana. Il a été membre de l'Académie de Padoue et de l'Accademia dei Quaranta.

## Biographie
Élève à Chioggia de Francesco et Giuseppe Fabris, Giuseppe Olivi vêtit, sans toutefois faire les vœux, l'habit ecclésiastique. Il s'intéressa à divers sujets comme la chimie en promouvant la théorie de Lavoisier, la botanique, la minéralogie ainsi qu'à l'agronomie. Fermement fidèle aux théories d'Albrecht von Haller (1708-1777), il prend part à plusieurs débats à ce sujet, dont sur l'électricité chez les animaux.
Il obtient le respect de ses contemporains avec la publication d'un catalogue raisonné sur les animaux marins de la lagune de Venise, Zoologia Adriatica, ossia Catalogo ragionato degli animali del golfo e delle lagune di Venezia en 1792.
Mort en 1795 à Padoue, il est enterré dans l'église de Santa Cristina de Padoue ; un buste funéraire commémoratif est placé dans le cloître de la basilique Saint Antoine de Padoue.
Gregor Mendel (1822-1884), dans l'introduction à sa célèbre œuvre Versuche über Pflanzen-Hybriden (1866) cite Olivi comme un de ses inspirateurs pour la biogénétique.
En 1995, pour le bicentenaire de sa mort, sa ville de naissance lui a dédicacé les « giornate oliviane » (« journées oliviennes »), un congrès européen avec production d'une monographie qui lui est consacrée et une pierre tombale commémorative.